# Signe Bergman
Signe Wilhelmina Ulrika Bergman, född 10 april 1869 i Hedvig Eleonora församling, Stockholm, död 9 maj 1960 i Oscars församling, Stockholm, var en av de främsta svenska kvinnorna som kämpade för kvinnors rösträtt i Sverige. Under sitt liv och under den långa kamp som den kvinnliga rösträttsfrågan kom att bli, så engagerade sig Signe Bergman i den svenska organisationen Landsföreningen för kvinnans politiska rösträtt (LKPR) och var dess ordförande 1914–1917, samt representerade Sverige i International Woman Suffrage Alliance (IWSA) 1909–1920 och var med och organiserade rösträttskongressen i Stockholm 1911. Hon var även aktiv i kvinnorättsorganisationen Frisinnade kvinnor och i det politiska partiet Frisinnade landsföreningen. 

## Bakgrund
Signe Bergman tillhörde en ämbetsmannafamilj i Stockholm – hennes far var häradshövding – och fick därför, till skillnad från många andra kvinnor från sin tid, möjlighet att utbilda sig. Tack vare familjens status fick hon även ett stort kontaktnät som kom att gynna henne även senare i livet. Även principer som en stark arbetsdisciplin och dygder som självkontroll, den individuella prestationen, en reglerad livsföring och tron på kunskapens och bildningens makt var centrala i hennes uppfostran. Efter sin utbildning reste Bergman till England där hon studerade tyska, franska och engelska på kusinen Martina Bergman-Österbergs institut för blivande lärarinnor och var även forskningsassistent åt en berömd forskare vid British Museum. Hon blev mycket förtjust i den engelska kulturen och förblev anglofil livet ut. Efter ett tiotal år i England flyttade Bergman hem till Sverige och fick en tjänst som kassörska i Sveriges allmänna hypoteksbank i Stockholm som kassörska. Dessutom flyttade hon ensam in i en våning efter sin hemkomst, vilket ansågs som opassande. Trots sin välbärgade bakgrund och möjlighet till att vara självförsörjande, förändrade inte det faktum att kvinnor, oavsett socioekonomisk status, var uteslutna från stora delar av samhället vid det förra sekelskiftet, bland annat från rätten att rösta. Denna ojämställdhet var inte något som Bergman kom att vilja stå ut med. 

## Signe Bergman och den svenska rösträttsrörelsen
Åren som Signe Bergman vistades i England kom också att bli som en ögonöppnare. Det var första gången som hon hörde talas om suffragetterna, det vill säga de engelska rösträttskvinnorna, som började vara aktiva redan på mitten av 1800-talet och använde våld och civil olydnad för att göra sina röster hörda. Även om Bergman visste att suffragetternas metoder inte skulle gå hem i Sverige så var de en viktig inspiration och startpunkt för hennes engagemang. Själva startskottet som fick henne att gå från ord till handling beskriver hon som följande i Idun 1911: 

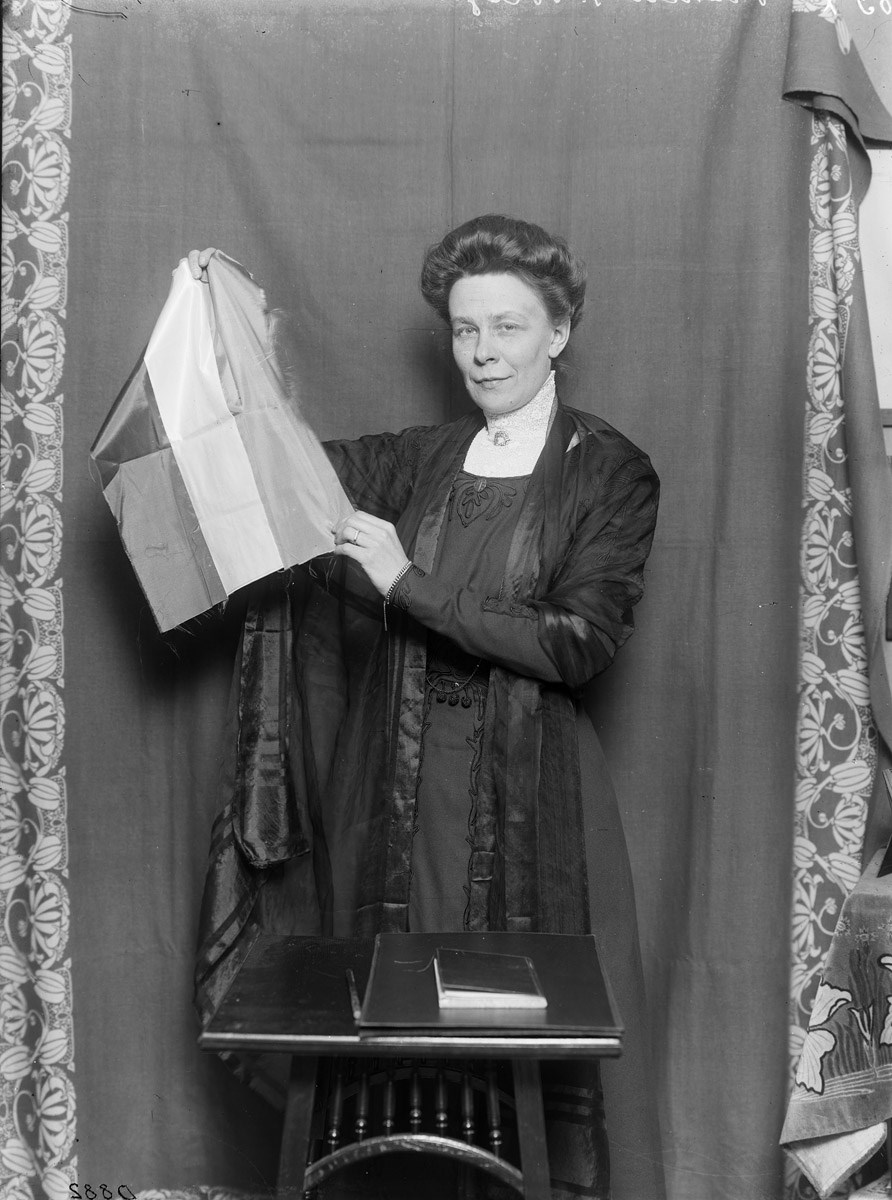
Fotografi på Signe Bergman från år 1914. Okänd fotograf.

Det var i maj 1905. Borgmästare Lindhagen hade motionerat om utredning i kvinnornas rösträttsfråga, och jag kom att läsa i tidningen om debatten i andra kammaren. Där var det ett yttrande av en motståndare, som liksom med eldskrift präntade sig in i min själ, och som inte lämnade mig någon ro, förrän åtminstone jag gjort vad på mig ankomme för att tillbakavisa hans yttrande. Jag kan ännu liksom en kvarglömd ton från en svunnen tid höra orden: "Kvinnorna själva vilja inte ha rösträtt, det är inte mer än fyratusen kvinnor anslutna till den kvinnliga rösträttsföreningen." Fyra tusen kvinnor! Var det detta som var avgörande? Ja, då skall det i morgon bli fyratusen och en!... Det minsta vi kunde göra var väl att ställa oss solidariska med de män och kvinnor som redan upptagit arbetet för oss. Tankar och känslor strömmade in över mig, och i det ögonblicket blev jag rösträttskvinna. 

### Bergmans snabbt växande roll i LKPR
År 1905 gick Signe Bergman med i LKPR och var styrelseledamot i organisationens Stockholmsavdelning 1906–1914. Hon blev snabbt en frontfigur och drivande kraft för dess framväxt. Redan 1907 blev hon en del av rörelsens kärna och var med i det verkställande utskottet samt chef över kontoret i centrala Stockholm. Allt arbete var helt obetalt. Den enda som fick lön var springpojken. Budgeten låg på omkring 5 000 till 7 000 kronor, så några ekonomiska utsvävningar var inget att tala om. Donationer var viktiga för organisationens överlevnad och spridning, och en av de viktigaste donatorerna var Bergmans kusin Martina Bergman Österberg som hade fått sin förmögenhet genom sitt institut i England. Hon donerade 50 000 kronor för kurser som hölls för att upplysa kvinnor om rösträtten och andra samhällsfrågor. Som tack blev hon hedersledamot i LKPR. 

### LKPR tar politisk ställning
År 1907, när Bergman var djupt involverad i LKPR, fick statsministern Arvid Lindman med sin högerregering igenom förslaget om allmän rösträtt för män; rösträtten hade ju tidigare var villkorad med inkomstkrav. Allmän rösträtt var därmed inte längre en fråga som LKPR kunde bedriva och det blev tydligt att kvinnors rösträtt behövde bli ett separat mål. Även om organisationen växte över hela landet hårdnade dock högerns motstånd allt mer, och det blev till slut inte längre möjligt för LKPR att hålla sig politiskt neutrala. De som stödde den kvinnliga rösträtten i riksdagen vid den tiden var socialdemokrater och liberaler, varför rösträttskvinnorna behövde stödja dessa kandidater. Detta var emellertid inte självklart för alla högerkvinnor i LKPR, exempelvis inte för dåvarande ordföranden Lydia Wahlström. Hon hade tillträtt posten 1908 men avgick valåret 1911 när organisationen slutligen tog partipolitisk ställning. Medan de liberala och socialdemokratiska kvinnorna strävade efter allmän och lika rösträtt, ville de konservativa kvinnorna också såklart ha rösträtt men också underförstått bli jämställda med männen ur deras klass, men det skulle inte innebära jämställdhet för hela samhällets kvinnor. Skälet till Wahlströms avgång uppges ha varit svag hälsa, men mer sannolikt är att hon kände sig utmanövrerad. Däremot var Bergman, som många andra i rösträttsrörelsen liberal, och hade inga problem med ett vänstersamarbete. 

### Den internationella rösträttskongressen i Stockholm 1911

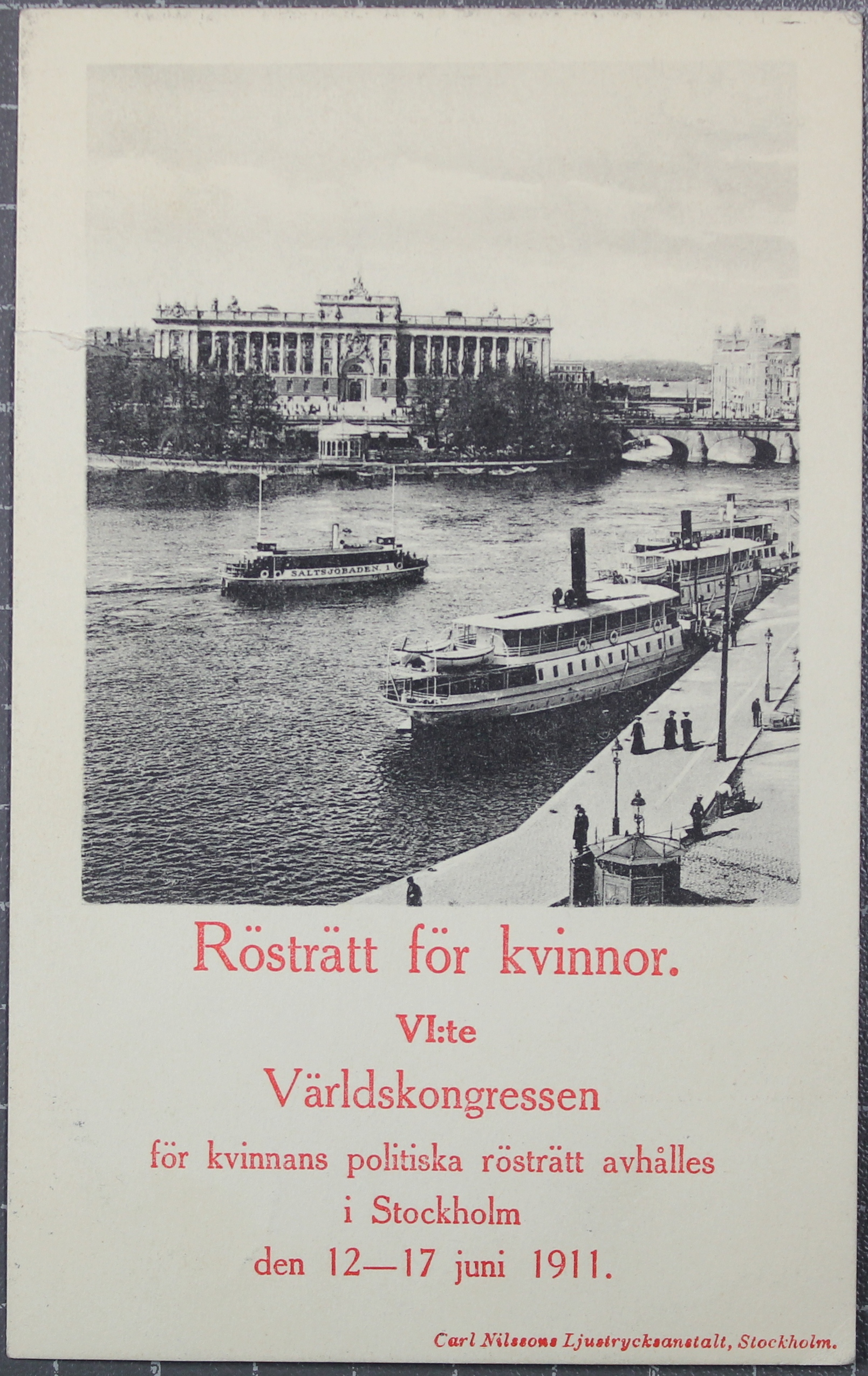
Vykort som gör reklam för den internationella rösträttskongressen i Stockholm år 1911.

Trots splittringen efter de politiska ställningstagandet fortsatte LKPR:s framgång, mycket tack vare Signe Bergman. På sommaren 1911 samlades rösträttskvinnor från flera olika länder till den internationella rösträttskongressen i Stockholm och den huvudansvarige var just Bergman. Evenemanget blev mycket uppmärksammat i pressen och stora namn som Selma Lagerlöf, Anna Shaw och Ellen Key höll tal, och lika stora namn fanns bland åhörarna. Lagerlöfs tal Hem och stat kom att bli så uppskattat och uppmärksammat att det publicerades på en gång, översattes till flera olika språk och spreds snabbt över Europa. Även det faktum att Shaw höll tal kom att uppmärksammas då hon var en amerikansk kvinnlig präst i ett ämbete som inte var öppet för kvinnor i Sverige. LKPR fick det mycket svårt att hitta en kyrka som skulle tillåta Shaw men slutligen godkände Gustav Vasa kyrka deras förfrågan. Hon skulle inte få stå i predikstolen, vilket fick henne att tveka, men när hon såg hur många människor som hade tagit sig till kyrkan ändrade hon sig snabbt och höll sitt tal. På grund av Bergmans stora internationella kontaktnät med främst amerikanska och brittiska kollegor kunde kongressen bli så stor och framgångsrik som den blev. Detta var ett bevis på hur väletablerat och inflytelserikt LKPR hade blivit och ett stöd från dem i valet som ägde rum senare samma år vägde verkligen tungt.

### Bergman blir ordförande för LKPR och stora samhällsförändringar sker
Sverige hade ett tvåkammarsystem åren 1866–1971 och en proposition för kvinnlig rösträtt behövde därför godkännas i både första och andra kammaren. I den andra kammaren kom allt fler socialdemokrater och liberaler in, det vill säga förespråkare för allmän rösträtt, men i den första kammaren satt en överväldigande majoritet av konservativa politiker som var emot. Signe Bergman och hennes kollegor visste att mer behövde göras för att ändra deras ståndpunkt och så började arbetet för den berömda namninsamlingen. Listor skickades ut och rösträttskvinnor åkte över hela landet för att få så många kvinnor som möjligt att skriva på och visa sitt stöd för kvinnlig rösträtt, och innan jul 1913 fanns det 351 454 namn på listorna. Bergman hade då visat sin imponerande förmåga till organisering och kommunikation, och 1914 blev hon vald som ordförande för LKPR. Både namninsamlingen och hennes tillträdande som ordförande hade dock dålig tajming. Den liberala regeringen ledd av Karl Staaff, som hade stöttat deras arbete, blev avsatt av kung Gustaf V och en ny konservativ regering tillträdde på kungens begäran. Dessutom utbröt första världskriget och politisk fokus skiftade markant. Rösträtten var fortfarande det stora slutmålet, men freden blev ett viktigt delmål att ta an först. Kriget förhindrade mycket inrikespolitik, speciellt när kriget blev mer utdraget än vad man först trodde, men när den ryska revolutionen bröt ut 1917 gynnade det rösträttskvinnorna. Den politiska förändringen och kvinnors arbetsinsatser i kriget gjorde att allt fler europeiska länder och amerikanska delstater gav kvinnor rösträtt, men i Sverige gav inte det konservativa motståndet sig till vika. Några av de argument som användes av motståndarna var att om kvinnor skulle sitta i riksdagen skulle deras stora hattar skymma utsikten, och deras stora vassa hattnålar utgjorde en livsfara för övriga riksdagsledamöter. Dessutom gjordes undersökningar i andra länder om äktenskapsfrekvensen hade gått ned i och med kvinnlig rösträtt, vilket inte kunde påvisas..

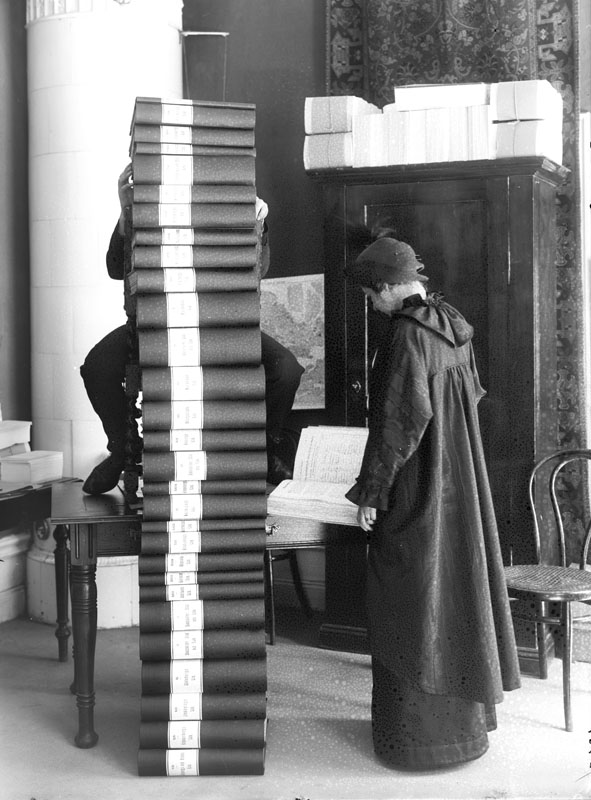
Elin Wägner bredvid LKPR:s namninsamling på 351 454 underskrifter för att stötta kvinnors rätt att få rösta.

### Det konservativa motståndet och Bergmans avgång
De konservativa regeringarna som bytte ut varandra vägrade att utföra nya rösträttsreformer och dessutom var 1917 ett valår vilket innebar en ny valrörelse för LKPR. Allt detta motstånd gjorde till slut att Bergman började tappa ork och ge upp. Under en debatt i Första kammaren som de ledande rösträttskvinnorna var med och lyssnade på beskriver Frigga Carlberg stunden såhär: 
Det var en annan Signe Bergman jag nu såg för mina ögon, med ett ansikte stelnat i sorg och hopplöshet. Det är något som dör inom henne, var min beklämda känsla. Vi kände nog alla bittert den orätt och smälek som förstakammarhögern tillfogade Sveriges kvinnor men ingen av oss kunde känna det som hon, därför att ingen arbetat så intensivt som hon, offrat så mycket. 
Alla dessa tunga händelser under året 1917 ledde till slut att Bergman gav upp ordförandeposten och Karolina Widerström tog över posten 1918. Även om Bergman efter då 12 års tid började tröttna på det hårda motståndet kom vändningen inte långt därefter. I valet 1917 fick vänstern en stor majoritet och den nya framröstade vänsterregeringen leddes av liberalen Nils Edén. En av den nya regeringens viktigaste frågor var en författningsreform som bland annat inkluderade den kvinnliga rösträtten. Fortfarande hade högern en solid majoritet i första kammaren men de började inse att de skulle behöva ge sig till vika förr eller senare. En uppgörelse mellan Edéns regering och högern slöts i slutet av 1918 och på våren 1919 röstade hela riksdagen ja till författningsreformen. Sveriges kvinnor blev nu insläppta in i politiken och år 1921 fick de för första gången gå och rösta. Fjorton år efter att Signe Bergman hade gått med LKPR kunde hon äntligen skörda frukten av sitt hårda arbete.

### Vad som gjorde Bergman framgångsrik med sitt arbete

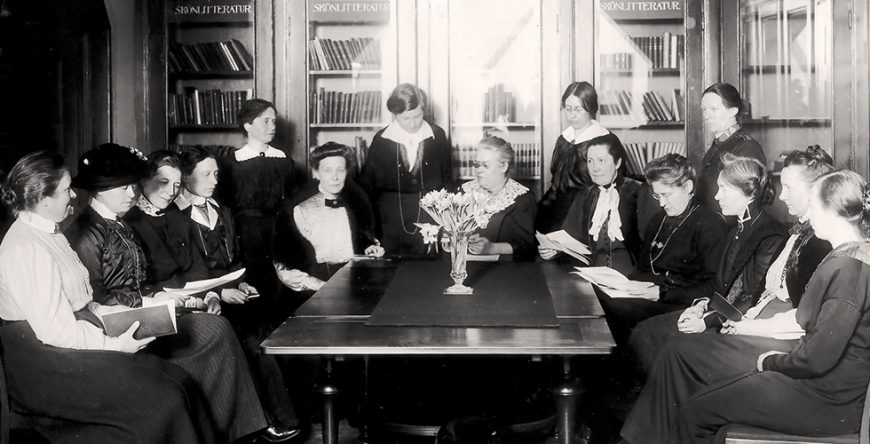
Fotografi på rösrättskvinnor samlade på Whitlockska samskolans bibliotek på Eriksbergsgatan, år 1915. Bergman är den sjätte personen från vänster. Till höger närmast henne står Elin Wägner och sitter Anna Whitlock. Även Ester Brisman och Lydia Wahlström kan ses på fotot.

En enda person kan inte ha alla de förmågor eller erfarenheter som krävs för att driva igenom en så stor samhällsförändring som allmän rösträtt, utan det behövs en grupp som samarbetar och kompletterar varandra. Detta var något som Bergman och LKPR var duktiga på. Hon var respekterad och välkänd även om hon inte var den starkaste talaren eller den första ledaren, så vad var det som gjorde att hon stack ut i den stora gruppen av svenska rösträttskvinnor? Tack vare sin tid utomlands och i yrkeslivet utvecklade hon en stor arbetskapacitet, administrativ förmåga och internationell utblick. Även om allt detta var väldigt praktiskt så behövdes det också den viljestyrka som Bergman hade, det vill säga med tanke på att Sveriges rösträttskvinnor mötte ett hårdare motstånd än de övriga nordiska länderna. Finland införde kvinnlig rösträtt redan 1906, Norge 1913 och Danmark och Island 1915, vilket gjorde dem till de första i hela Europa. Dessutom gynnade Bergmans liberala politiska tillhörighet hennes syfte att få allmän rösträtt i Sverige, då liberaler och socialdemokrater tillsammans kunde utgöra en enad front mot de konservativa. Även om LKPR tog sin politisk ställning 1911 insåg Bergman att andra frågor och engagemang än rösträttsfrågan behövde hållas ute innan målet var nått för att kunna inkludera så många kvinnor i rörelsen som möjligt. Kvinnor från olika samhällsklasser och delar av landet hade annorlunda prioriteringar och det var därför viktigt att ständigt hålla kontakt med föreningarna ute i landet från kontoret i Stockholm, och där var hennes disciplin och vaksamhet viktig för LKPR:s arbete framöver.

## Efter att rösträttskampen var över
År 1919 var målet nått men arbetet slutade inte där. Signe Bergman fortsatte att engagera sig i IWSA (den internationella rösträttsrörelsen) och flera rösträttskvinnor planerade att dra upp ett kvinnopolitiskt program. Detta kan tolkas utifrån Bergmans yttrande i en intervju för Idun år 1919: 
För att kvinnorna skall kunna uträtta något med sin rösträtt, för att den skall bli vad många hoppats, måste kvinnorna sammansluta sig om ett program, dra upp riktlinjer för sin speciellt kvinnliga politiska insats. De måste komma med något nytt och få ej bli döda nummer inom de redan förefintliga partierna.

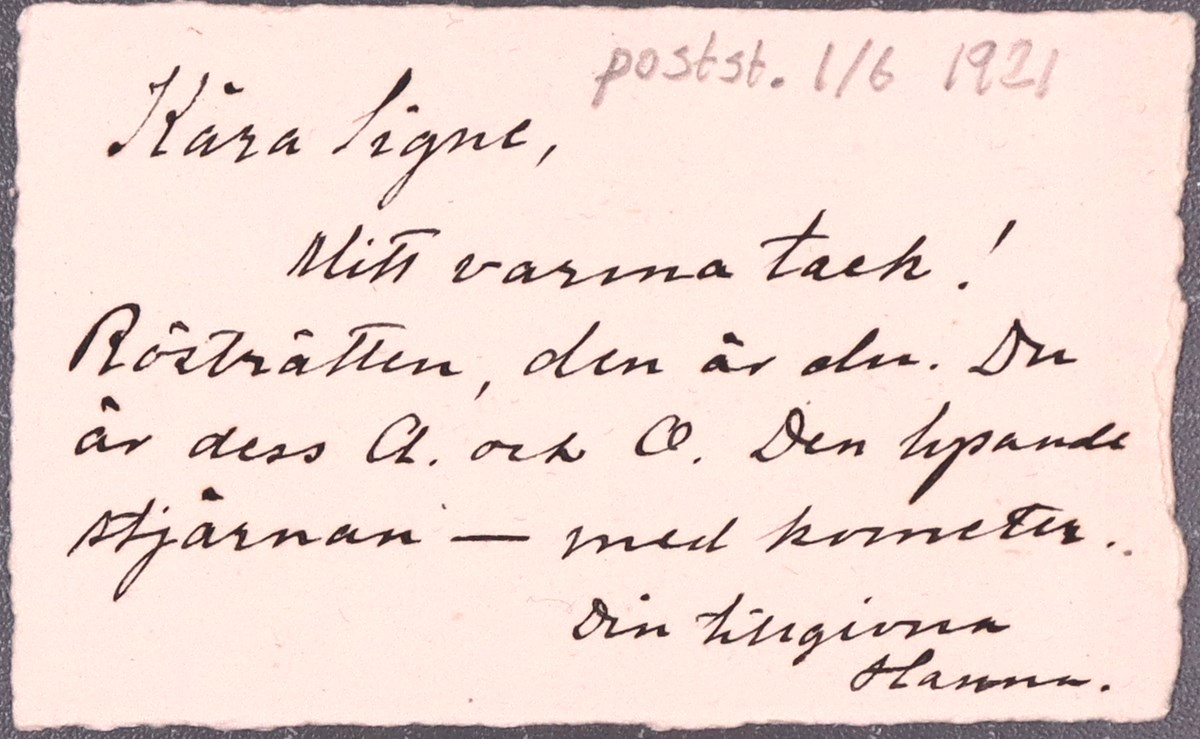
Brev från Hanna Arpi till Signe Bergman 1/6 1921. Kära Signe, Mitt varmaste tack! Rösträtten, den är du. Du är dess A. och O. Den lysande stjärnan - med kometer. Din tillgivna Hanna.

Det blev emellertid aldrig verklighet, för det skulle förmodligen vara omöjligt att lyckas få hela landets kvinnor med olika politiska värderingar att samsas kring sakfrågor. Däremot kunde nya politiska frågor lyftas fram i och med att kvinnor fick inflytande i politiken, exempelvis gällande prostitution och nykterhet. Senare under 1930-talet när det blev allt tydligare att ett nytt världskrig skulle bryta ut möttes flera rösträttskvinnor för att göra motstånd och eftersträva fred, och när kriget slutligen bröt ut träffades bland annat Bergman och Lydia Wahlström i Tisdagsklubben, vilket var en antinazistisk klubb som var kritisk mot den dåvarande svenska regeringen. 
40 år efter att Sverige fick allmän rösträtt den då 90 år gamla Bergman gjorde en 24 maj 1959 en intervju för Sveriges radio där hon berättade om rösträttskvinnornas arbete. Det som främst inspirerade henne till att föra arbetet med rösträtten framåt var att det var en rättvisesak. Kvinnor utförde samma arbete och betalade samma skatter, så varför skulle de inte ha samma rättigheter? För kvinnor var det alltså en fråga om rättfärdighet, medan det var en fråga om politik för många män på den tiden. Vänstern var rädd till en början att det kvinnliga inslaget i politiken skulle bli ett "återhållande element" och högern var rädd för det motsatta; i mitten av allt detta var kvinnorna. Hon berättade också i intervjun att hon är stolt över sitt arbete för rösträtten, dels för att det var ett uppnåeligt mål som kunde samla kvinnor, dels för att de slutligen fick igenom kvinnlig rösträtt. Vidare berättade hon att man då 1959, när intervjun ägde rum, såg rösträtten som den "naturligaste sak i världen" och att kvinnor och män hade samma möjligheter. Det är lätt att glömma bort hur mycket arbete som lades ned av rösträttskvinnorna och hur mycket de möjliggjorde för deras kommande generationer. Trots det var det först på 1990-talet, cirka 30 år efter Bergmans död som Sverige fick en jämlik riksdag och regering och först 2021 som landet fick sin första kvinnliga statsminister.